# موزه هنرهای معاصر گاراژ
موزه هنرهای معاصر گاراژ، که به اختصار موزه گاراژ نیز نامیده می‌شود، یک گالری هنری با بودجه خصوصی در مسکو، روسیه است. این موزه در سال ۲۰۰۸ توسط داشا ژوکووا و رومن آبراموویچ به عنوان مرکز فرهنگ معاصر گاراژ تأسیس شد و در ۱ مه ۲۰۱۴ تغییر نام داد. از ژوئن ۲۰۱۵، این موزه در ساختمانی که توسط معمار هلندی رم کولهاس طراحی شده است، قرار دارد.
این موزه علاوه بر ارائه مجموعه‌های دائمی و نمایشگاه‌های متغیر، به عنوان یک مرکز تحقیقاتی نیز فعالیت می‌کند. این موزه دارای آرشیوهایی مربوط به هنر معاصر روسیه از دهه ۱۹۵۰ است. همچنین برنامه‌های آموزشی را اجرا می‌کند و مطالبی مربوط به تحولات جاری در هنر و فرهنگ روسیه و بین‌المللی منتشر می‌کند.

## تاریخچه
وقتی موزه در ژوئن ۲۰۰۸ افتتاح شد، در گاراژ اتوبوس سابق باخمتوفسکی مسکو قرار داشت که در سال ۱۹۲۶ توسط معمار ساختارگرا ، کنستانتین ملنیکوف، طراحی شده بود، از این رو نام موزه از آن گرفته شده است. داشا ژوکووا اولین مدیر موزه بود. خواننده بریتانیایی، ایمی واینهاوس، در مراسم افتتاحیه رسمی، اجرای خصوصی داشت.
در سال ۲۰۰۹، این مکان محل اصلی برگزاری سومین دوسالانه هنر معاصر مسکو بود که توسط ژان-هوبرت مارتین کیوریتوری می‌شد. در طول دوسالانه، ماهانه بیش از ۱۰۰۰۰۰ نفر از موزه گاراژ بازدید می‌کردند.
در سال ۲۰۱۲، موزه به یک غرفه موقت طراحی شده توسط معمار شیگرو بان در پارک گورکی منتقل شد و سپس در ۱۲ ژوئن ۲۰۱۵ به خانه دائمی خود منتقل شد.
دفتر مرکزی جدید موزه در اصل یک ساختمان مدرن بود که در سال ۱۹۶۸ به عنوان ورمنا گودا (به انگلیسی: فصل‌های سال)، یک رستوران مربوط به دوران شوروی، ساخته شد. این ساختمان توسط رم کولهاس به‌طور خاص برای موزه گاراژ طراحی مجدد شد.
ژوکووا، که قبلاً سردبیر مجله مد پاپ بود، مجله گاراژ، یک مجله هنری و مد را در سال ۲۰۰۸ تأسیس کرد
این موزه در اول دسامبر ۲۰۲۰ به پاس مشارکت‌هایش در ترویج فرهنگ ژاپن در روسیه، تقدیرنامه وزیر امور خارجه ژاپن را دریافت کرد

## مجموعه‌ها و نمایشگاه‌ها
در سال ۲۰۱۸، این موزه محل برگزاری نمایشگاه «باوهاوس ایمجینیستا» بود. « دور شدن: معمار بین‌المللی» که به بررسی آثار گروهی از معماران آموزش‌دیده آلمانی، کنراد پوشل، فیلیپ تولزینر می‌پرداخت. و لوته استم-بیز، که به همراه معلم سابقشان، هانس مایر، در اوایل دهه ۱۹۳۰ در اتحاد جماهیر شوروی کار می‌کردند. باوهاوس ایمجینیستا مجموعه‌ای از نمایشگاه‌ها را در سراسر جهان برای بزرگداشت صدمین سالگرد تأسیس باوهاوس در سال ۲۰۱۹ برگزار کرد.
در ژوئن ۲۰۲۴، این موزه جهت‌گیری جدیدی از فعالیت خود را اعلام کرد: جمع‌آوری آثار هنری معاصر روسیه از دهه‌های ۱۹۸۰ تا ۲۰۲۰ آغاز می‌شود. این تصمیم با هدف مستندسازی تحولات هنری پس از دوران شوروی و ثبت جریان‌های نوظهور در هنر روسیه اتخاذ شد. تمرکز اصلی بر آثار هنرمندان مستقل، جنبش‌های زیرزمینی، و پروژه‌های تجربی است که در فضای اجتماعی و سیاسی متغیر آن دوران شکل گرفته‌اند. این مجموعه قرار است در قالب نمایشگاه‌های دوره‌ای و آرشیو دیجیتال در اختیار پژوهشگران و علاقه‌مندان قرار گیرد.